# Houwangtempel van Ping Shan
Houwangtempel van Ping Shan is een daoïstische tempel in het dorp Hang Tau Tsuen in het berggebied Ping Shan van Yuen Long. In Yuen Long zijn er zes tempels te vinden gewijd aan de Chinese god Houwang. Deze is één daarvan. Volgens de dorpsoudsten bestaat de tempel al meer dan honderd jaar. In 1963 en 1991 werd de tempel gerestaureerd. Houwang was tijdens zijn leven de bodyguard van de laatste keizer van de Song-dynastie en had de familienaam Yang. Vanwege zijn moed werd hij later door de bevolking vergoddelijkt.
Het gebouw bestaat uit drie hallen. De hoofdhal in het midden is een altaar, gemaakt voor Houwang. De linkerhal is gewijd aan de aardegod Tudigong en de rechterhal is gebouwd voor de vruchtbaarheidsgodin Jinhuaniangniang (金花娘娘). In de rechterhal staan in tegenstelling tot wat de naam suggereert, meer beelden van Guanyin.
Omdat de tempel door veel mensen wordt bezocht en de offers (lees: papieren offermateriaal) talrijk zijn, is het meerdere keren voorgekomen dat er een brand ontstond.